# Hässelby-Vällingby
Hässelby-Vällingby – okręg administracyjny (stadsdelsområde) w ramach gminy Sztokholm, położony w jej zachodniej części (Västerort).
Okręg administracyjny (stadsdelsområde) został utworzony w 1998 r. po połączeniu dotychczasowych okręgów Hässelby i Vällingby.
Według danych opublikowanych przez gminę Sztokholm, 31 grudnia 2014 r. stadsdelsområde Hässelby-Vällingby liczyło 71 042 mieszkańców, obejmując następujące dzielnice (stadsdel):
| - Grimsta - Hässelby Gård - Hässelby Strand - Hässelby Villastad - Kälvesta | - Nälsta - Råcksta - Vinsta - Vällingby |

Powierzchnia wynosi łącznie 24,69 km², z czego wody stanowią 5,09 km².